# الكسندر باتون
الكسندر باتون هو سياسي أمريكي، ولد في 27 مارس 1791 في هانوفرتون في الولايات المتحدة، وتوفي في 19 فبراير 1857.